# Томашовце (Лучењец)
Томашовце (слч. Tomášovce) насељено је мјесто са административним статусом сеоске општине (слч. obec) у округу Лучењец, у Банскобистричком крају, Словачка Република.

## Становништво
| Година:    | 1994. | 2004.   | 2014. | 2024.   |
| ---------- | ----- | ------- | ----- | ------- |
| Број људи: | 1511  | 1500    | 1395  | 1338    |
| Разлика:   |       | -0,72 % | -7 %  | -4,08 % |

| Година:    | 2023. | 2024.   |
| ---------- | ----- | ------- |
| Број људи: | 1335  | 1338    |
| Разлика:   |       | +0,22 % |

Према подацима о броју становника из 2011. године насеље је имало 1.385 становника.